# Othoes vittatus
Othoes vittatus är en spindeldjursart som beskrevs av Hirst 1911. Othoes vittatus ingår i släktet Othoes och familjen Galeodidae. Inga underarter finns listade i Catalogue of Life.